# Kruiskruid
Kruiskruid (Senecio) is een geslacht uit de composietenfamilie (Asteraceae). Het behoort tot de grootste plantengeslachten op aarde. Naar schatting zo'n 1500 tot 2000 soorten horen bij dit geslacht. Er bestaan verschillende opvattingen over de omgrenzing van het geslacht Senecio. Sommige soorten zijn van Senecio afgesplitst en in andere geslachten ingedeeld. Zo wordt moerasandijvie door de Flora van België, het Groothertogdom Luxemburg, Noord-Frankrijk en de aangrenzende gebieden onder de naam Senecio congestus tot dit geslacht gerekend, maar hoort de soort volgens Heukels' Flora van Nederland tot het geslacht Tephroseris als Tephroseris palustris.
Kruiskruid is een heel veelvormig geslacht. In de Benelux kennen we vooral kruidachtige planten, maar in Amerika en Afrika groeien ook struiken en boomvormige reuzenkruiden die tot dit geslacht gerekend worden. Sommige soorten zijn succulenten, anderen groeien juist in zeer natte omgevingen.
De botanische naam Senecio betekent grijsaard. Dat verwijst naar een kenmerk van dit geslacht, namelijk de met dicht zaadpluis (haren) bezette uitgebloeide bloemhoofdjes. De naam kruiskruid verwijst vermoedelijk naar ditzelfde kenmerk. Het zou een verbastering zijn van grijskruid.
Alle in Nederland voorkomende kruiskruiden bevatten pyrrolizidine-alkaloïden, waardoor ze giftig zijn voor veel dieren en ook voor mensen. Ze kunnen ook als geneesmiddel aangewend worden.

## Ecologie
Senecio-soorten zijn waardplant voor onder meer de sint-jacobsvlinder (Tyria jacobaeae), Amerila leucoptera, Amerila pannosa, Artimelia latreillei, blauwe distelbladroller (Cochylis dubitana), dienares (Dysauxes ancilla), kruiskruidmot (Homoeosoma nebulella), groente-uil (Lacanobia oleracea), Nyctemera adversata, Nyctemera apicalis, Nyctemera itokina, Nyctemera restrictum, Orthonama obstipatum, grootvlekweidemot (Phycitodes albatella), kruiskruidvedermot (Platyptilia isodactylus), gele granietuil (Polymixis flavicincta), Rhodogastria amasis, Saenura flava, sneeuwbeer (Spilosoma urticae), Udea elutalis en de distelvlinder (Vanessa virginiensis).

## DNA en nieuwe indeling
Recente DNA-onderzoeken, fylogenetische analyses met moleculaire en morfologische kenmerken leverden onder meer nieuwe informatie op over de identiteit van de nauwste verwanten van jakobskruiskruid en de evolutionaire positie van deze groep (Senecio, sectie Jacobaea) ten opzichte van andere Senecio-soorten. Veel soorten die nauw verwant blijken te zijn aan jakobskruiskruid, werden voorheen niet met deze soort geassocieerd, en de sectie Jacobaea blijkt, ondanks veel uiterlijke overeenkomsten, weinig verwant te zijn aan andere Senecio-secties. Zo zijn de drie Nederlandse vertegenwoordigers van sectie Jacobaea, namelijk jakobskruiskruid, waterkruiskruid (Senecio aquaticus) en viltig kruiskruid (Senecio erucifolius), nauwer verwant met het Noord-Amerikaanse geslacht Packera dan met de andere Nederlandse kruiskruiden.

## Soorten in Nederland en België
- Bezemkruiskruid (Senecio inaequidens)
- Boskruiskruid (Senecio sylvaticus)
- Glanzend kruiskruid (Senecio squalidus - adventiefsoort, wellicht ingeburgerd)
- Jakobskruiskruid (Jacobaea vulgaris, voorheen Senecio jacobaea)
- Klein kruiskruid (Senecio vulgaris)
- Kleverig kruiskruid (Senecio viscosus)
- Moeraskruiskruid (Jacobaea paludosa, voorheen Senecio paludosus)
- Oostelijk kruiskruid (Senecio leucanthemifolius subsp. vernalis, voorheen Senecio  vernalis)
- Rivierkruiskruid (Senecio fluviatilis, synoniem: Senecio sarracenicus)
- Schaduwkruiskruid (Senecio ovatus)
- Spatelkruiskruid (Tephroseris helenitis, voorheen Senecio helenitis)
- Veelbloemig schaduwkruiskruid (Senecio hercynicus)
- Viltig kruiskruid (Jacobaea erucifolia, voorheen Senecio erucifolius)
- Waterkruiskruid (Jacobaea aquatica, voorheen Senecio aquaticus)
- Zilverkruiskruid (Jacobaea maritima, voorheen Senecio cineraria)

Overige op de Nederlandstalige Wikipedia beschreven soorten zijn:
- Senecio alpinus (Alpen)
- Dendrosenecio battiscombei, voorheen Senecio battiscombei (Kenia)
- Senecio doronicum (Europese gebergten)
- Senecio glastifolius (paars, Zuid-Afrika)
- Senecio halleri (Alpen)
- Senecio haworthii (succulent, Zuid-Afrika)
- Senecio incanus (Alpen)
- Senecio keniensis (Kenia)
- Senecio keniodendron (Kenia)
- Senecio triangularis (Noord-Amerika)
- Senecio wootonii (Noord-Amerika)